# Fabio Chiarodia
Fabio Cristian Chiarodia (Oldemburgo, Alemania, 5 de junio de 2005) es un futbolista italiano que juega de defensa en el Borussia Mönchengladbach de la Bundesliga.

## Trayectoria
Nacido en Oldemburgo, Alemania, de padres italianos procedentes de Cinto Caomaggiore, empezó a jugar al fútbol en el club local VfL Oldenburg, antes de incorporarse al sector juvenil del Werder Bremen en 2014. Tras pasar por las categorías inferiores del Grün-Weiß, firmó su primer contrato profesional con el club en octubre de 2021, con 16 años.
Debutó como profesional el 10 de diciembre de 2021, como suplente de última hora en la victoria a domicilio del Werder Bremen por 3-2 contra el SSV Jahn Ratisbona en la 2. Bundesliga. Con 16 años y 188 días, fue el jugador más joven del primer equipo en la historia del club; también se convirtió en el segundo jugador más joven en jugar en la segunda división alemana, sólo por detrás de Efe-Kaan Sihlaroglu.
El 19 de octubre de 2022 disputó su primera Copa de Alemania contra el S. C. Paderborn 07, convirtiéndose en el jugador más joven del Werder Bremen que ha participado en la competición. Entró en sustitución de Niklas Schmidt en el minuto 73 y jugó toda la prórroga, antes de que su equipo perdiera finalmente el partido en la tanda de penaltis. Tres días más tarde, debutó en la Bundesliga, siendo sustituido a última hora en un partido contra el S. C. Friburgo. Se convirtió en el jugador más joven del Werder Bremen en disputar la Bundesliga, con 17 años, cuatro meses y 17 días. El 17 de marzo de 2023, el defensa fue titular por primera vez en un partido de liga contra el Borussia Mönchengladbach (2-2): con 17 años, nueve meses y 12 días, batió el récord del club como titular más joven en un partido de la Bundesliga, que hasta entonces ostentaba Nick Woltemade.

## Estadísticas

### Clubes
Actualizado al último partido disputado el 3 de noviembre de 2024.
| Club                                   | Div.          | Temporada     | Liga  | Liga  | Copas nacionales | Copas nacionales | Copas internacionales | Copas internacionales | Total | Total |
| Club                                   | Div.          | Temporada     | Part. | Goles | Part.            | Goles            | Part.                 | Goles                 | Part. | Goles |
| -------------------------------------- | ------------- | ------------- | ----- | ----- | ---------------- | ---------------- | --------------------- | --------------------- | ----- | ----- |
| Werder Bremen II · Alemania            | 4.ª           | 2021-22       | 1     | 0     | —                | —                | —                     | —                     | 1     | 0     |
| Werder Bremen II · Alemania            | 4.ª           | 2022-23       | 9     | 0     | —                | —                | —                     | —                     | 9     | 0     |
| Werder Bremen II · Alemania            | Total club    | Total club    | 10    | 0     | 0                | 0                | 0                     | 0                     | 10    | 0     |
| Werder Bremen · Alemania               | 2.ª           | 2021-22       | 1     | 0     | 0                | 0                | —                     | —                     | 1     | 0     |
| Werder Bremen · Alemania               | 1.ª           | 2022-23       | 3     | 0     | 1                | 0                | —                     | —                     | 4     | 0     |
| Werder Bremen · Alemania               | Total club    | Total club    | 4     | 0     | 1                | 0                | 0                     | 0                     | 5     | 0     |
| Borussia Mönchengladbach II · Alemania | 4.ª           | 2023-24       | 12    | 0     | —                | —                | ―                     | ―                     | 12    | 0     |
| Borussia Mönchengladbach II · Alemania | Total club    | Total club    | 12    | 0     | 0                | 0                | 0                     | 0                     | 12    | 0     |
| Borussia Mönchengladbach · Alemania    | 1.ª           | 2023-24       | 7     | 0     | 3                | 0                | ―                     | ―                     | 10    | 0     |
| Borussia Mönchengladbach · Alemania    | 1.ª           | 2024-25       | 4     | 0     | 1                | 0                | ―                     | ―                     | 5     | 0     |
| Borussia Mönchengladbach · Alemania    | Total club    | Total club    | 11    | 0     | 4                | 0                | 0                     | 0                     | 15    | 0     |
| Total carrera                          | Total carrera | Total carrera | 37    | 0     | 5                | 0                | 0                     | 0                     | 42    | 0     |